# Dasanapura, Hunsur
Dasanapura là một làng thuộc tehsil Hunsur, huyện Mysore, bang Karnataka, Ấn Độ.